# Berliner Karneval

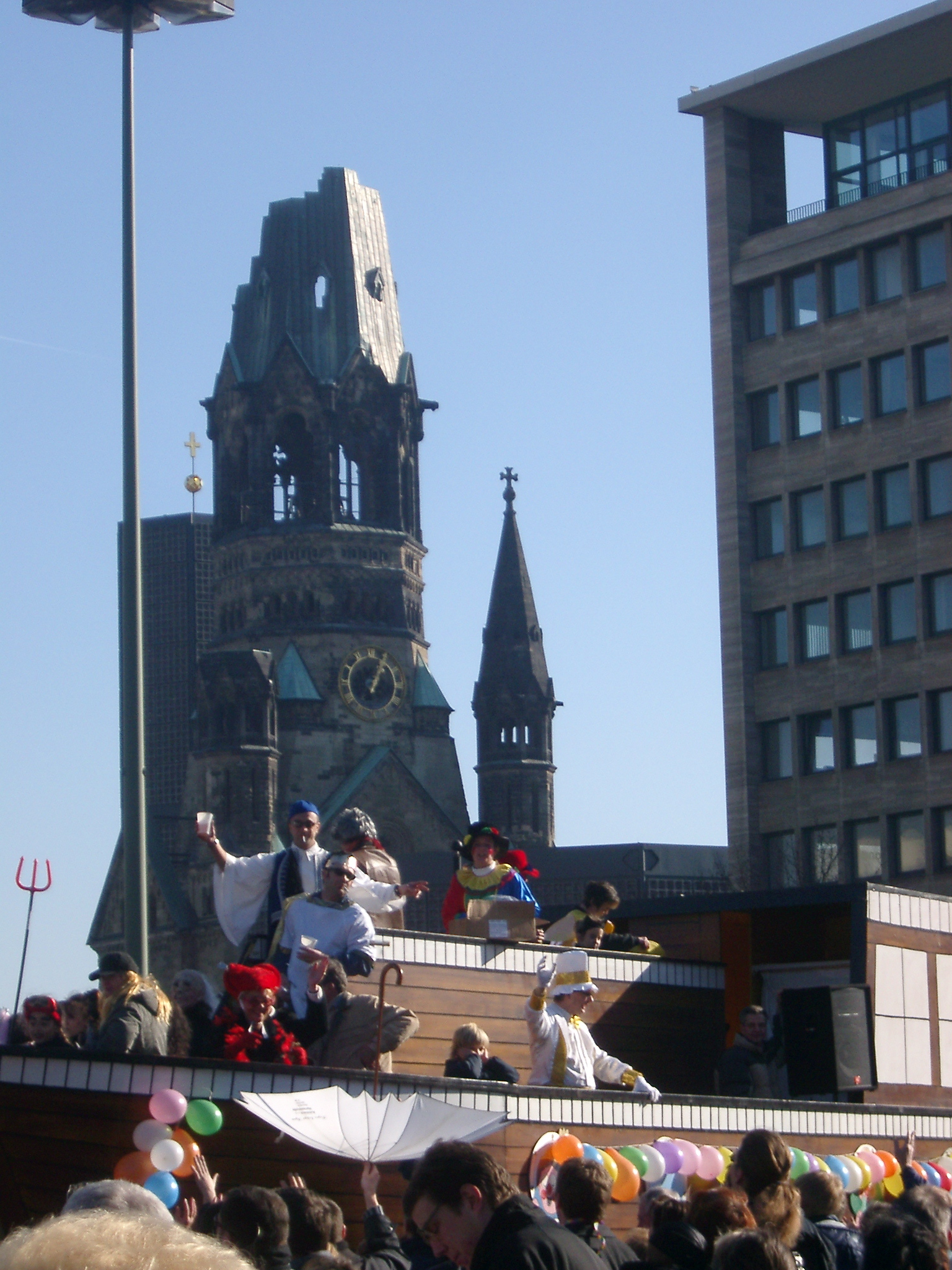
Faschingszug an der Gedächtniskirche (2007)

Der Berliner Karneval ist ein Faschingsumzug in Berlin, der sich teils auf rheinländische Traditionen stützt. Berlin gehört traditionell nicht zu den Faschingshochburgen in brandenburgischen Landen. Die Bräuche wurden zu allen Zeiten aus anderen Regionen erworben und angepasst. Sie werden in Vereinen gepflegt, die jährlich Veranstaltungen organisieren, die jedoch das kulturelle Leben der Stadt kaum beeinflussen.

## Geschichte des Berliner Karnevals

### Anfänge bis 1961
Der Berliner Karneval hat eine lange und trotzdem fast unbekannte Tradition aufzuweisen, was auch damit zusammenhängt, dass das karnevalistisch versierte Rheinland Anfang des neunzehnten Jahrhunderts an Preußen fiel.
Bereits 1430 feierten Großfamilien und Ratsherren in der Stadt die so genannte „Fastelawende“ und schon im 15. Jahrhundert wurde das so genannte Zampern (Umzüge und Tanzveranstaltungen) durch Zuwanderer aus der Lausitz in Berlin bekannt gemacht und eingeführt.
Da die Intensität der Feiern danach immer weiter zunahm, wurde 1629 das erste Verbot der Mummenschänze, Komödien sowie Gauklerspiele ausgesprochen. Ab 1659 wurden weitestgehend auch noch die Maskenumzüge der Berliner Handwerker verboten – hauptsächlich weil die Handwerker bis zu acht Tage „blau“ machten, um richtig zu feiern.
Im Berliner Opernhaus wurde 1743 die Karneval-Redouten eingeführt. Dies waren Masken- bzw. Kostümbälle. Diese Festlichkeiten sind in der Überlieferung bekannt geblieben, weil dort jeweils bis zu 2000 Gäste mit entsprechenden Mengen an Speisen verköstigt wurden, wie beispielsweise: 300 Ochsenzungen, 100 gebratene Hasen, 200 Kalbs- und Wildbraten, 200 Torten, 6 Scheffel Bonbon, 1 Zentner Schokolade, 200 Baumkuchen, 1800 Butterbrote und ca. 400 Flaschen Sekt.
Auch wurde an solchen Tagen der „Berliner Pfannkuchen“ gereicht, wozu in Alt Berlin ein Fastnachtspunsch mit Zukunftsdeutung aus dem Kaffeesatz und Karten gehörten.
Auch die Preußischen Könige wie zum Beispiel Friedrich I. und Friedrich II. (beide 18. Jahrhundert) führten bei Hofe Masken-Redouten (Spiel- oder Tanzveranstaltungen) ein, die jedoch eher selten mit Umzügen verbunden wurden. Jedes Frühjahr feierte Friedrich der Große (Alte Fritz) in Berlin mit der so genannten hohen Gesellschaft den herkömmlichen Karneval.
1815 wurde das Rheinland preußisch und wieder kamen Zuwanderer nach Berlin, die ihre Karnevalsbräuche mitbrachten.
So gründeten sich schon 1870 die ersten Rheinländischen Karnevalsklubs in Berlin. Nach dem Ende des Ersten Weltkriegs hatten die Karnevalsvereine von allen Schichten der Gesellschaft großen Zulauf und erfreuten so die Bevölkerung von Berlin.

### Ab 1990

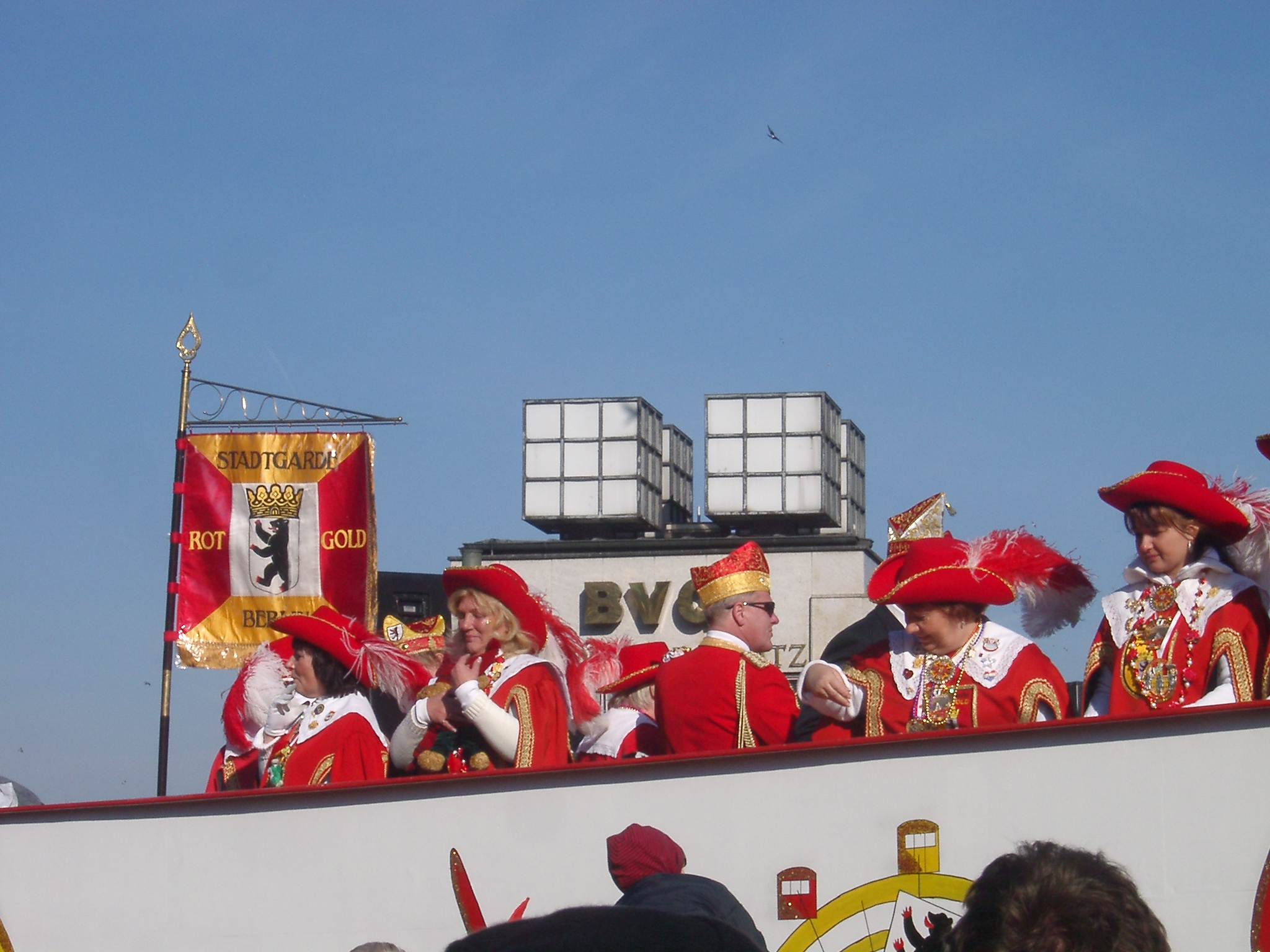
Umzug 2007

1990 schlossen sich die West- und Ostberliner Karnevalsverbände im Landesverband Berliner Karneval e. V. unter den damaligen Präsidenten Wolfgang Roeb (West) und dessen Vizepräsidenten Wilfried Kupsch (Ost) zusammen und nahmen damit, wenn man so will, die Wiedervereinigung vorweg. Auf der karnevalistischen Ebene gab es gegenüber der politischen kaum Probleme bei der Zusammenlegung von „Ost“- und „West“-Karneval, da man in beiden Teilen Berlin den gleichen traditionellen deutschen Karneval feierte und die jeweils herrschenden politischen Obrigkeiten auf das närrischste auf den Arm nahm. Jedoch gab es auch kleine Unterschiede im Durchführen der Veranstaltungen. Während man im westlichen Berlin eher den Prunk-/Sitzungskarneval zelebrierte, wurde im östlichen Teil der heutigen bundesdeutschen Hauptstadt eher der volkstümliche Karneval gepflegt.

### Karnevalsumzug in Berlin
Der Karnevalsumzug in Berlin ist nicht erst eine Erfindung der Neuzeit bzw. eine Erfindung der Rheinländer, die nach der Wiedervereinigung bedingt durch den Regierungsumzug nach Berlin gezogen sind. Auch vorher gab es bereits Karnevalsumzüge in Berlin, Einflüsse wie der Mauerbau und anhaltende finanzielle Probleme durch den Wegfall von Sponsoren führten jedoch dazu, dass sich nur eine eingeschränkte Tradition bildete.
Auch die Anfänge nach der Wiedervereinigung 1992 mit dem Start eines Autokorsos wurden nicht weitergeführt, weil sich die Stadt weigerte, die Straßenreinigungskosten zu übernehmen, und sich nicht genügend Sponsoren beteiligten.
Der nächste Versuch wurde 1995 gestartet, jetzt schon mit wesentlich größerem Aufwand. Jedoch auch dieser Versuch scheiterte an fehlenden Sponsoren, die die hohen Kosten der Stadtreinigung übernehmen sollten.
Im Jahre 2000 gab es die nächste Aktion, die zur Folge hatte, dass sich ein Verein gründete, der speziell die Aufgabe „Aufstellung des Karnevalumzuges 2001“ hatte. Dieser Verein schaffte es, alle Interessierten (Vereine, Sponsoren, Medien und die Stadt Berlin) an einen Tisch zu bringen.
Somit gab es im Jahre 2001 den ersten Karnevalsumzug nach der Wiedervereinigung durch die Stadt Berlin. Jährlich lockt nun der Berliner Karnevalsumzug, der an historisch bedeutsamen Bauten vorbei durch Mitte führt, fast 750.000 Besucher an seine Strecke. Bis 2010 fand er am Karnevalssonntag, ab 2011 am Sonntag eine Woche davor statt.
Der Narrenruf der Berliner ist „heijo“, abgeleitet von Heiterkeit und Jokus.
Alleine 2006 nahmen 22 Vereine mit etwa 4000 aktiven Karnevalisten, 50 Festwagen, 15 Musikzügen und vielen Fußgruppen am Berliner Karnevalsumzug, der vom Potsdamer Platz zum Schlossplatz bzw. zum Roten Rathaus führte, teil.
In den Jahren 1998 bis 2010 zog der Umzug durch die Budapester Str. zum Kurfürstendamm. Als Abschluss des Umzugs fand in der Universal Hall eine große Karnevalsparty statt.
Wegen erschwerter Auflagen seitens der Stadt Berlin hinsichtlich Lärmemission (Schallobergrenze: 75 Dezibel für die Musik) und anschließender Straßenreinigung sagten die Veranstalter für 2014 den Zug ab.
Am 11. November 2011 fand um 11:11 Uhr erstmals der Karneval der Empörten in Berlin statt. Berliner Bürger, nicht organisiert in Karnevalsvereinen, zeigten mit ihren Kostümen, Gesten und Gesängen ihre Empörung.
Der Berliner Faschingszug auf dem Kurfürstendamm wurde dann 2016 und 2017 wieder durchgeführt, entfiel jedoch 2018, 2019 und 2020.

## Vereine im Berliner Karneval (Stand: 18. Februar 2020)
- Berliner Carneval Verein
- Carneval Club Berlin
- Carneval Club Lichtenberg
- Harlekins Berlin
- Karneval Club Spandau
- Berlin Neuköllner KG Fidele Rixdorfer
- K.G. Rote Funken Berlin
- Narrengilde Berlin
- Prinzengarde der Stadt Berlin
- Rheinische KG zu Berlin
- Tanz-Sport-Gruppe Rixdorf
- KG Fröhliche Elf
- Verein der Aachener zu Berlin
- Karnevals-Freunde Berlin
- 1.Karnevalsstammtisch O.U.T.
- Charlottenburger KG Blau-Gelb
- KG Blaue Garde Britz
- KG Narrenkappe Berlin
- Rosengarde Berlin
- Stadtgarde Rot-Gold Berlin